# Castelo dos Ingleses (Autoire)
O Château des Anglais é um castelo na comuna de Autoire, no departamento de Lot, na França.
O castelo estende-se sob uma falésia rochosa, parcialmente saliente, que limita a sua área, e apresenta indícios de origens nos séculos XI e XII.
Partes do local são propriedade privada e outras partes são propriedade da comuna. Está classificado desde 1925 como um monumento histórico pelo Ministério da Cultura da França.